# Liste des élections législatives à Saint-Barthélemy et Saint-Martin
Depuis 2012, les collectivités d'outre-mer de Saint-Martin et de Saint-Barthélemy élisent un député commun  dans le cadre d'une circonscription créée en raison du changement de statut des collectivités des îles du Nord et à l'occasion du redécoupage territorial de 2010. Auparavant, ces 2 territoires votaient dans la 4e circonscription de la Guadeloupe.
Ces élections législatives suivent le calendrier de la métropole pour un mandat de 5 ans. Le nouveau cycle a débuté en 2012.
Depuis 2007, par souci de démocratie, à la suite de nombreuses plaintes d'électeurs des Antilles-Guyane se sentant bafoués par le décalage horaire défavorable, les élections nationales ont désormais lieu avec 1 jour d'avance sur la métropole.
| Élections | Dates              | Député élu   | Parti politique            | Groupe parlementaire |
| --------- | ------------------ | ------------ | -------------------------- | -------------------- |
| 2012      | 9 et 16 juin 2012  | Daniel Gibbs | Union pour le progrès (UP) | UMP Les Républicains |
| 2017      | 11 et 18 juin 2017 | _            | _                          | _                    |